# ボロンズ海山

右下に突き出ている部分がボロンズ海山。

ボロンズ海山(Bollons Seamount)とは、太平洋に存在する海山の1つであり、また、太平洋に存在する海底火山の1つでもある。

## 概要
ボロンズ海山はニュージーランドの数百km沖合、日付変更線の少し東に存在する。この海山は、2002年に行われたインド・オーストラリアプレートのプレート境界を明らかにするための調査で調べられた場所である
。この海山で観測される磁気異常は、とても激しく不規則な活動がここで起こったことを示している。
白亜紀までボロンズ海山はバウンティ海台（キャンベル海台の北東部）の一部だったが、カンパニアン前期（約8370万年前）にマリーバードランドプレートとジーランディアの分離が始まり、海山北部にできた海嶺によってボロンズ海山とバウンティ海台は引き裂かれた。海山は29mm/年の速度で移動を続けたが、約7850万年前の海嶺ジャンプによって海山北部の海嶺が海山南部に移動し、ボロンズ海山は現在の場所に落ち着くこととなった。海山周辺には、この活動の跡を示す2つの特徴的な地形、Bollons gapとアンティポデス断裂帯が見られる。

### Bollons gap
バウンティ海台とボロンズ海山の間の海域は通称"Bollons gap"として知られている。ここにはアンティポデス断裂帯と平行に走る、ボロンズ断層が存在する。
この断層はバウンティ海台とボロンズ海山が離れる際に形成されたトランスフォーム断層である。海嶺ジャンプ後、この役割はアンティポデス断裂帯に移ったため、この断層は海山南部には伸びていない。

### アンティポデス断裂帯
ボロンズ海山の南東から南方に、アンティポデス断裂帯が伸びている。
この地形は、ベリングスハウゼンプレートとマリーバードランドプレートのプレート境界の近くで起こっている、
圧縮と火山活動の相互作用の結果形成されたと説明されている

。